# Eric Adams
Louis Marullo (Auburn, 12 de juliol de 1956), més conegut com a Eric Adams, és un conegut cantant italo-americà de heavy metal, el qual treballa en el grup Manowar des de l'any 1980 fins a l'actualitat com a principal vocalista.
Es caracteritza per la seva veu amb un so molt heavy i potent, també és conegut per les seves lletres amb un gran èmfasi al heavy metal, de fantasia, i de temes mitològics, particularment de la mitologia nòrdica. Manowar té el Rècord Guinness per ser el grup amb el so més potent, també té el record d'haver fet el concert de Heavy Metal més llarg, es va fer a Bulgària el 2008 i va durar 5 hores i 1 minut.
El 1980 va ser convidat a entrar a Manowar pel seu amic de la infància Joey DeMaio, que era el baixista del grup. Tots dos van romandre en la banda des del seu inici fins a l'actualitat. El nom artístic "Eric Adams" el va formar combinant els noms dels seus fills, Adam i Eric Marullo.